# Sase (Srebrenica, BiH)
Sase su naseljeno mjesto u sastavu općine Srebrenica, Republika Srpska, BiH.

## Povijest
U antici i kasnoj antici ovdje je bio živ veliki rimski municipij Domavia koji je bio središtem rudarske uprave za provincije Panoniju i Dalmaciju. U kraju oko Domavije još su u starom vijeku eksploatirali srebro. Ostatci municipija pronađeni su na lokaciji Gradina.
Sase su bile u srednjem vijeku naselje Nijemaca Sasa, rudara koji su 14. st. u Bosnu u većem valu stigli iz Ugarske i Transilvanije, da bi pomogli razvoj rudarstva, odnosno jer su ih pozvali i poticali bosanski kraljevi Stjepan Kotromanić i Tvrtko. Naselili su se u većim gradovima po srednjoj Bosni i Podrinju. U blizini mjesta u koja su došli sagradili su svoja sela. U Srebrenici se spominje posebno sasko vijeće (Curia Teutonicorum), neka vrsta samouprave saskih građana mjesta gdje su živjeli. Ostavština saske nazočnosti je vjerovanje u jamskog duha, patuljka Perkmana, koje je stoljećima ostalo rašireno oko poznatih bosanskih rudnika Srebrenice, pa tako i u rudniku u Sasama.
U srednjem vijeku je u Sasama bila katolička crkva franjevaca.
U Sasama je bio rudnik srebra koji je veći značaj pored Srebrenice dobio u 16. stoljeću.
U masovnom progonu muslimana iz Beogradskog pašaluka u 19. stoljeću, Sase su naselile izbjeglice iz Valjeva.

## Znamenitosti
- Gradina, ostatak municija Domavije, nacionalni spomenik BiH

## Stanovništvo
| Sase               |              |              |              |
| godina popisa      | 1991.        | 1981.        | 1971.        |
| Muslimani          | 442 (82,15%) | 465 (74,28%) | 496 (74,69%) |
| Srbi               | 82 (15,24%)  | 83 (13,25%)  | 137 (20,63%) |
| Hrvati             | 0            | 6 (0,95%)    | 17 (2,56%)   |
| Jugoslaveni        | 3 (0,55%)    | 10 (1,59%)   | 7 (1,05%)    |
| ostali i nepoznato | 11 (2,04%)   | 62 (9,90%)   | 7 (1,05%)    |
| ukupno             | 538          | 626          | 664          |